# Bered
Bered (grad) – według biblijnej Księgi Rodzaju 16:14 – miejscowość na Pustyni Negew w południowej Palestynie, w pobliżu Beer-Lachaj-Roj, na drodze z Palestyny do Kadesz. Według biblijnej relacji w pobliżu istniała Studnia Żyjącego (Beer-Lachaj-Roj), przy której zatrzymała się Hagar.